# Parathranites
Parathranites is een geslacht van kreeftachtigen uit de klasse van de Malacostraca (hogere kreeftachtigen).

## Soorten
- Parathranites granosus Crosnier, 2002
- Parathranites hexagonus Rathbun, 1906
- Parathranites intermedius Crosnier, 2002
- Parathranites orientalis (Miers, 1886)
- Parathranites parahexagonus Crosnier, 2002
- Parathranites ponens Crosnier, 2002
- Parathranites tuberogranosus Crosnier, 2002
- Parathranites tuberosus Crosnier, 2002